# 埃斯基納 (科連特斯省)
29°9′S 59°15′W / 29.150°S 59.250°W

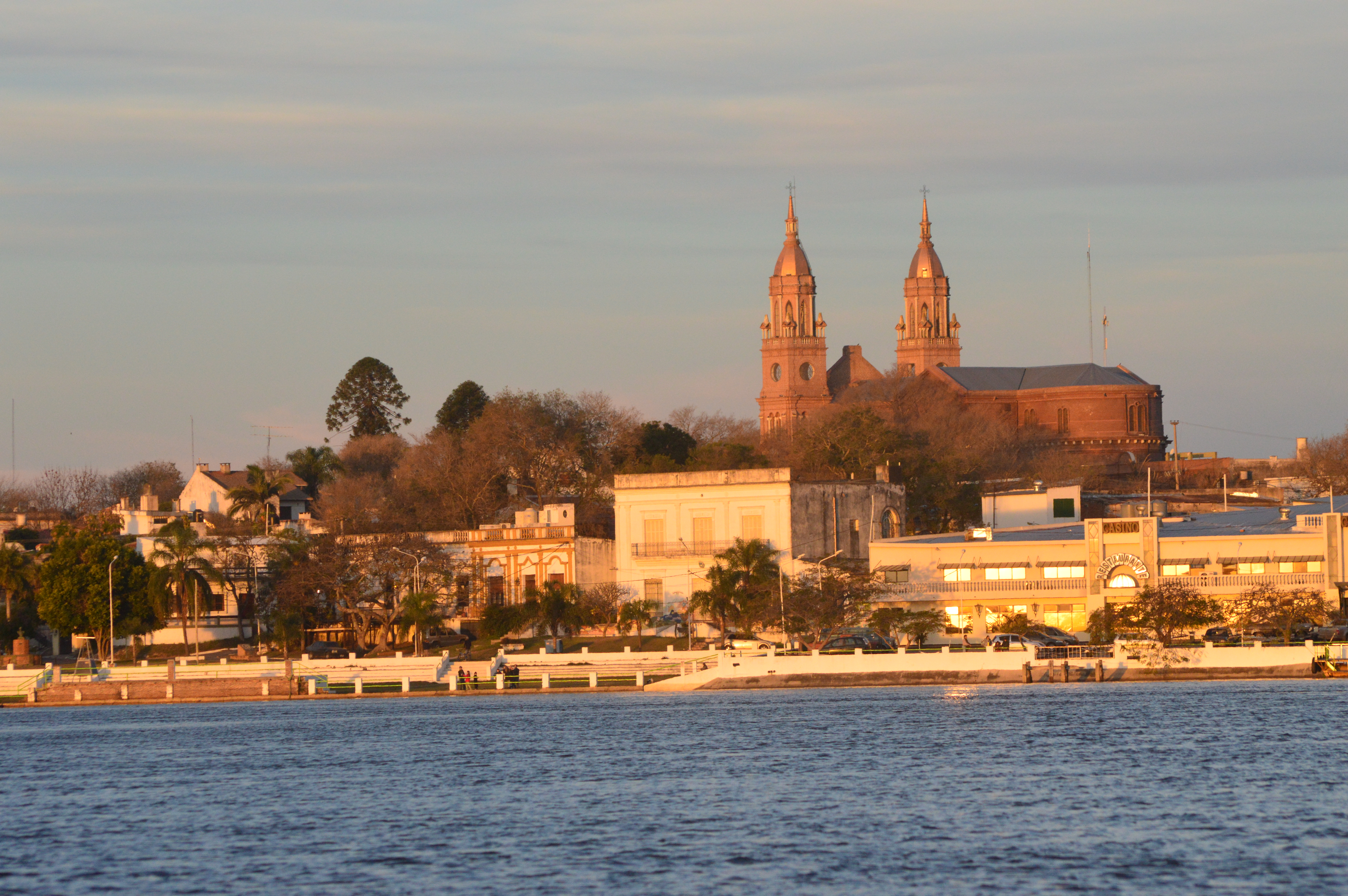
埃斯基納

埃斯基納（西班牙語：Esquina），是阿根廷的城市，位於該國北部科連特斯省，是埃斯基納縣的首府，處於科連特河左岸，距離科連特斯329公里，2010年人口19,081。